# Wallon
Pour les articles homonymes, voir Wallon (homonymie).
Le wallon (autonyme : walon /wa.ˈlɔ̃/) est une langue d'oïl parlée en Belgique, en France, et très résiduellement dans la partie nord-est de l'État américain du Wisconsin. Elle est reconnue comme langue régionale endogène par la Communauté française de Belgique, au sein de laquelle elle est la plus importante des langues romanes endogènes en superficie (70 à 75 % de la région wallonne) et en effectifs (1 000 000 à 1 300 000 locuteurs en 1998, 360 000 en 2018),.
Le wallon fait partie d'un groupe de langues qui comprend le picard, le franc-comtois et le lorrain. Ces langues ont en effet un certain nombre de caractéristiques en commun, dont une influence germanique. Le wallon était la langue la plus parlée en Belgique romane jusqu'à la Première Guerre mondiale. Depuis, son usage dans la vie quotidienne s'est largement réduit au profit du français, qui est devenu la principale langue de la Wallonie.
Langue de la partie romane de l'ancien diocèse de Liège, le wallon se compose de quatre grandes variétés dialectales et d'une forme normalisée. Ses locuteurs peuvent être appelés des Wallons, mais ce terme se référant avant tout aux habitants de la Wallonie, on lui préfère de plus en plus celui de wallonophone (walon-cåzant ou walon-djåzant en wallon).

## Nom
Le nom Wallon est issu du moyen néerlandais Wale (aujourd'hui Waal), continuateur de walh utilisé par les Germains pour désigner les populations celtophones ou romanes, suivi du suffixe -on. Sa plus ancienne trace écrite, d'après les travaux d'Albert Henry, philologue romaniste belge, date de la seconde moitié du XVe siècle dans les Mémoires de Jean, sire de Haynin et de Louvignies,, où il désigne les populations romanes des Pays-Bas bourguignons. La portée sémantique se réduira encore un peu plus lors de la République et de l'Empire français, le royaume uni des Pays-Bas et l'indépendance belge pour ne plus désigner que les Belges de langue romane. Les recherches en dialectologie durant le XIXe siècle vont peu à peu faire la distinction entre les différents dialectes belgo-romans, et restreignent alors dans le domaine linguistique le mot wallon à la langue wallonne stricto sensu.

## Histoire

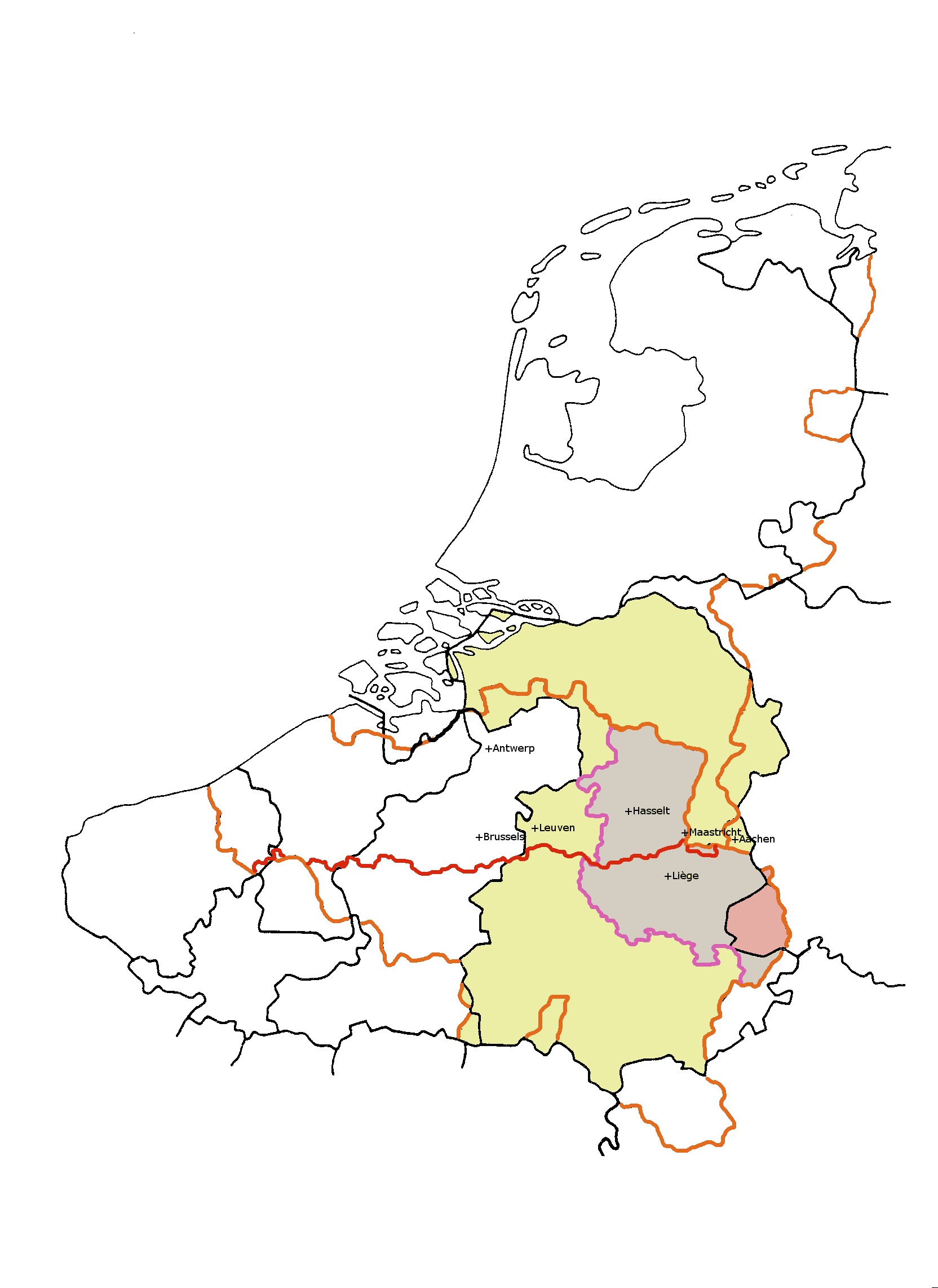
Cette carte représente l'ancien Diocèse de Liège (en jaune) qui a évolué à partir de la Civitas Tungrorum et qui avait probablement les mêmes frontières. La ligne rouge représente la frontière linguistique entre le néerlandais et le français. L'orange représente les frontières nationales modernes. La partie romane du diocèse de Liège coïncide avec les limites de la région de langue wallonne.

Le contexte historique de la formation du wallon est lié à l'extension territoriale du diocèse de Liège. L'ancien diocèse de Liège, en sa partie wallonne (dans le sens de roman), a des limites qui coïncident de manière frappante avec celle du wallon (les archidiocèses de Trèves et de Reims ont laissé leur marque en Belgique avec respectivement le gaumais et champenois, et les diocèses de Cambrai et Tournai avec le picard). L’Atlas linguistique de la Wallonie a bien mis en valeur cette très ancienne trace possible de l’influence des subdivisions de l’Église.
Au seizième siècle, le poète français Pierre de Ronsard décrit dans la seconde préface de son œuvre La Franciade le wallon comme une forme de français archaïque : « Je t’adverti de ne faire conscience de remettre en usage les antiques vocables, et principalement ceux du langage wallon et picard, lequel nous reste par tant de siècles l’exemple naïf de la langue française [...]. »
Se renseigner sur l'évolution du wallon avant 1600 pose un véritable problème : c'est Le problème de l'ancien wallon, comme l'a appelé Louis Remacle. Non seulement, les rares textes latins « fournissent de-ci de-là un terme roman attestant un changement phonétique, mais les nombreux documents écrits en « langue vulgaire » sont, selon Haust, « écrits en français, et n'est wallon que dans certaines prescriptions et par intermittence». En se basant sur les attestations disponibles, Louis Remacle a montré que, « en 800 déjà, une dizaine de divergences traçaient dans le nord de la Gaule les grandes lignes d'une segmentation dialectale ». Le wallon « était nettement et définitivement individualisé dès 1200 ou dès le début du XIIIe siècle ». Au sujet de la datation, il ajoute : « Les faits classés sous la rubrique « Avant 1300 » par exemple, sont attestés entre 1250 et 1300, mais il se peut très bien qu'il se soient produits plus tôt. ». Autrement dit, les dates proposées par Remacle pour les diverses évolutions phonétiques, sont des « dates butoirs » qui, en l'absence d'autres attestations, laissent toute possibilité à une date antérieure, a priori imprécise.
Les environs de l'an 1600 apportent comme une confirmation écrite des évolutions des représentations au cours des siècles antérieurs : c'est à cette époque que s'impose définitivement le système graphique français en pays wallon. C'est au début du XVIIe siècle qu'on prend conscience de l'écart entre la langue parlée (le wallon) et la langue écrite (le français), ce qui permet l'émergence d'une littérature wallonne : ces textes relèvent de la para-littérature satirique et bouffonne. Le français était et est resté la seule langue pour les textes formels, officiels, etc.
La langue wallonne reste jusqu'au début du XXe siècle la langue parlée par la majorité de la population de la moitié Est de la Belgique romane car le français y est seulement la langue des lettrés et des classes supérieures. Le bilinguisme wallon-français est alors une réalité, que ce soit dans le monde professionnel ou dans le monde politique. Dans la sidérurgie et à la mine, le wallon est souvent la langue utilisée pour la formation des ouvriers et dans de nombreuses communes, les conseils communaux se font souvent dans les deux langues.

### Identification de la langue
La distinction entre les différentes langues régionales de Belgique romane n'a été établie qu'à la fin du XIXe siècle par le philologue allemand Altenburg qui précise d'ailleurs que l'aire du wallon ne peut ni se restreindre au liégeois ni s'étendre au picard :

« Le dialecte liégeois est senti comme nettement plus différent du picard que les dialectes des provinces de Namur et de Hainaut. Même si le dialecte actuel de la région française limitrophe [...] constitue en quelque sorte un chaînon intermédiaire ou une transition entre le wallon et picard et même si les variétés occidentales du wallon se rapprochent du rouchi, cependant le phonétisme, principalement le consonantisme, accuse de profondes différences entre le picard et le wallon. »

De par cette identification tardive, les autres langues endogènes de la Belgique romane sont quelquefois désignées comme « wallonnes », y compris par leurs propres locuteurs, ce qui peut entraîner une certaine confusion.
Certains linguistes plus contemporains classent cependant l'ensemble du wallon au sein d'un groupe appelé langues d'oïls septentrionales avec le picard, le normand septentrional (voir Ligne Joret) et l'anglo-normand (langue éteinte), alors que le champenois, le lorrain et le bourguignon sont définis comme groupe des langues d'oïls orientales.

### Normalisation de la langue
Depuis le début des années 1990, un groupe d'animateurs et d'écrivains de langue wallonne tente de réévaluer le système de transcription Feller. Ce système a été créé par des dialectologues et pour des dialectologues, et ce avant l'apparition de la linguistique moderne, dans le but de protection d'un patrimoine littéraire patoisant ou l'étude dialectologique plutôt que de promotion d'une langue moderne. Ce groupe vise l'établissement d'une norme écrite commune, dans un but symbolique et politique, pour une langue dont les modalités parlées varient de région en région, mais sont inter-compréhensibles. Ce système d'écriture commun et normalisé s'appelle le wallon unifié ou rfondou walon en wallon. La particularité du système est que certaines notations sont communes aux diverses variantes locales, mais se prononcent de manière différente selon l'endroit. Par exemple, la notation ‹ ea › (comme dans vea, « veau ») se prononce [ ja] à l'ouest et [ɛː] à l'est de la région de langue wallonne, donc respectivement ‹ via › ou ‹ vê › en système Feller.
Cette nouvelle façon d'écrire n'est néanmoins pas acceptée par tous les wallonophones. Malgré les avantages incontestables du système, il se heurte surtout au fait qu'il est encore ignoré de la plupart des locuteurs et qu'il prend peu en compte les différences régionales au niveau lexical.

## Géographie

### Wallonie dialectale

Wallonie dialectale.

Le wallon est parlé dans son aire traditionnelle, que l'on nomme « Wallonie dialectale » ou plus rarement « Wallonie linguistique ». Elle regroupe une importante partie de la Belgique romane, plus la Wallonie de France, composée des localités d'Aubrives, Charnois, Chooz, Fépin, Foisches, Fromelennes, Fumay, Givet, Ham-sur-Meuse, Hargnies, Haybes, Hierges, Landrichamps, Montigny-sur-Meuse, Rancennes, Revin, Vireux-Molhain et Vireux-Wallerand, dans les Ardennes françaises.
Les accents du wallon de l'ensemble des localités de la Wallonie linguistique ont été étudiés notamment par l'Atlas linguistique de la Wallonie et ont été documentées par Philippe Boula de Mareüil dans son atlas sonore des langues régionales, avec les autres points où l'on parle d'autres langues endogènes romanes en Belgique. Tous ces accents du wallon ont été mis à contribution pour l'établissement du wallon unifié ou rfondou walon.
On peut séparer quatre zones dialectales distinctes :
- le dialecte est-wallon, appelé aussi liégeois, est parlé en province de Liège (sauf en Communauté germanophone et dans les communes de Baelen, Plombières, Welkenraedt et villages avoisinants, où l'on parle le francique ripuaire) ainsi que dans le nord de la province de Luxembourg, dans le Val de Salm et la région d'Ourthe et Aisne. Le domaine du liégeois se subdivise selon ses quatre régions naturelles : l'Ardenne (liégeois ardennais), le Condroz (liégeois condrusien), la Hesbaye (liégeois hesbignon) et le Pays de Herve (liégeois hervien-verviétois) ;
- le dialecte centre-wallon, appelé aussi namurois, est parlé dans l'est de la province du Brabant wallon, en Hesbaye brabançonne, dans les Ardennes brabançonnes, dans la majeure partie de la province de Namur (excepté la Fagne, l'Ardenne namuroise et le pays champenois), en France dans la botte de Givet ;
- le dialecte wallo-picard, appelé aussi ouest-wallon improprement[Note 2], est un dialecte de transition entre le picard à l'ouest et le wallon namurois à l'est dont la zone est délimitée par l'ouest de la province du Brabant wallon (autour de Nivelles), dans le Roman Païs, la région de Charleroi, la Thudinie, le sud-ouest de la province de Namur (la Fagne) et par quelques villages du département du Nord (Cousolre) ;
- le dialecte sud-wallon, appelé aussi wallo-lorrain, est parlé en province de Luxembourg (hors Gaume et arrondissement d'Arlon), dans le sud-est de la province de Namur (Ardenne namuroise) et dans quelques villages du Luxembourg (Doncols, Harlange, Sonlez, Tarchamps, Watrange), où il est maintenant probablement éteint.

### Wisconsin
Il existe aussi aux États-Unis une petite zone du Wisconsin, autour de Green Bay, où l'on parle le namurois en raison d'une émigration assez importante au XIXe siècle : à partir de 1850, 15 000 personnes, provenant pour la plupart des alentours de Gembloux et de Wavre émigrèrent vers le nord de cet État américain, mais la mortalité fut importante à bord des bateaux. La première vague d'immigrants partit de Grez-Doiceau pour s'établir dans l'actuelle localité de Robinsonville-Champion (aujourd'hui Green Bay (town), Wisconsin (en)).
En 1860, ils étaient plus de 4 500 dont 80 % dans les comtés de Kewaunee, Door et Brown. Au début des années 2000, leurs descendants étaient au nombre de 20 000, mais rares sont les jeunes qui parlent encore le wallon qui est donc en voie d'extinction même si la conscience des origines est encore vivace,,. Plusieurs localités du Wisconsin conservent dans leur nom la trace de cette immigration : Brussels, Namur, Rosiere, Wisconsin (en) (de Rosières), Champion, Walhain, Wisconsin (en), Grand-Leez. La cuisine du Wisconsin a adopté  certains plats wallons, comme le Booyah (stew) (en), terme wallon pour bouillon.
En 2012, l'ethnologue James Leary constata que les Wallons de la péninsule du Wisconsin restaient plus que les autres — descendants d’Allemands, de Tchèques, de Norvégiens ou de Polonais — attachés à leurs origines européennes,. L'émission télévisée Questions à la Une de la Radio-télévision belge de la Communauté française leur consacra un reportage en janvier 2014.

### Allemagne et Suède
Le wallon s'est répandu dans certaines zones proto-industrielles de ces pays, à l'occasion des expatriations d'experts en sidérurgie aux XVIIe et XIXe siècles.
En Suède, c'est surtout la région d'Eskilstuna qui est concernée.
En ce qui concerne l'Allemagne, une anecdote populaire, qu'on retrouvera dans chaque faubourg liégeois, veut que lors de la Seconde Guerre mondiale les gens se parlaient en wallon pour ne pas être compris des soldats allemands. Lors d'une telle conversation, le cwand nd erîront i? (« quand s'en iront-ils ») des locaux aurait été intercepté par un soldat allemand wallophone, qui aurait donné ensuite des conseils de prudence en wallon.

## Linguistique

### Famille
Le wallon fait partie des langues d'oïl et plus spécifiquement du groupe d'oïl septentrional qui comprend le normand septentrional et le picard.
La phonétique traditionnelle wallonne est singulièrement conservée : la langue est restée assez proche de la forme qu'elle avait durant le haut Moyen Âge. Toutefois, depuis la Seconde Guerre mondiale, la francisation de la phonologie, du lexique, de la morphologie  et de la syntaxe s'est fortement accélérée.

### Alphabet
Le wallon s'écrit en alphabet latin, avec un certain nombre de diacritiques et conventions semblables à ceux utilisés en français.
Il existe deux systèmes d'écriture, aux buts distincts.
L'un, généralement désigné comme système Feller, du nom de son inventeur, se développant à la charnière entre le XIXe et le XXe siècle. Son but est à la fois de coller aux conventions d'écriture du français (par exemple les graphies traditionnelles ch et g ont été remplacées par tch et dj; xh est abandonné car inconnu en français), et de noter au plus près les différences dialectales de prononciation.
Il supprime aussi toutes les doubles consonnes (à moins qu'elles soient réellement prononcées doubles), et fixe l'écriture de la fin des mots (notation des marques grammaticales même si non audibles, et non notation du phénomène audible d'assourdissement des consonnes en syllabe fermée).
Un signe particulier, la a rond en chef (‹ å ›) est introduit. Au départ pour noter un son vélaire particulier présent dans certains dialectes levantins; mais rapidement adopté pour noter ce qui était écrit â mais prononcé [ɔː] (comme dans le mot Årdène, auparavant écrit ‹ Ârdenne ›).
Cette lettre, inexistante en français, devient un symbole visuel fort du wallon là où elle est utilisée (principalement à l'Est).
L'autre, appelé r(i)fondou walon en wallon, fut développé à la charnière des XXe et XXIe siècles et se veut une adaptation du précédent afin de créer une orthographe commune pour la langue (variations dialectales non notées spécifiquement). Cela est fait en introduisant un certain nombre de graphies, dites betchfessîs scrijhas en wallon (litt. « graphies tête-bêche »), recouvrant des prononciations dialectales différentes. Plusieurs de ces graphies sont des réhabilitations de traditions anciennes d'écriture du wallon (comme ai, ea, xh, oi, oe, sch); ou encore des élargissements de sens de graphies ou principes du système Feller (comme å, én, é, le principe d'écriture morphologique plutôt que phonétique étendu à -tchv- (provenant de -tch(i)v-; et écrit phonétiquement dj’v ou tch’f en Feller), -djn- (provenant de -dj(i)n- et écrit gn.gn en Feller), dn, vn (écrits nn et mn en Feller)). Quelques autres sont créés par analogie (ae, jh).
La notation du son /k/ suit (comme en espagnol ou italien) une règle purement déterministe (en fonction de la lettre qui suit, et non de l'étymologie). Et le nombre de diacritiques est drastiquement restreint, n'étant plus écrits lorsque la phonologie de la langue rends évidente la longueur d'une voyelle (rejoignant ainsi les anciennes traditions écrites). Le signe ‹ e › (sans diacritique) n'est muet qu'en fin de mot (marque du féminin ou simplement pour marquer comme audible une consonne qui en position finale ne le serait pas), et prononcé partout ailleurs, ce qui fait que la notation "è", omniprésente en système Feller, deviens très ténue. Les apostrophes internes ne sont plus utilisées (on tchvå, cwate tchivås (« un cheval, quatre chevaux ») au lieu de on dj’vå (dj’vâ/tch’fau/tch’fô), cwate (qwate/kwate/kate) tchivås (tchivâs/tchuvås/tchivaus/tchivôs/tchëvôs/...) en Feller)
Pareillement qu'en français, la présence d'un diacritique ne modifie pas l'ordre alphabétique; et les digrammes (eg: ch, oi, ou,...) et trigrammes (tch, oen, sch) sont triés comme la suite de lettres qui les composent.
Le nom des lettres est le même qu'en français, sauf å qui s'appelle a-bole (a boule), w qui s'appelle wé (ou doublu (double u)) et y qui s'appelle î gréc ou yod.
| Graphème    | Prononciation                       | Exemple |  | Graphème | Prononciation                | Exemple |
| ----------- | ----------------------------------- | --- |  | -------- | ---------------------------- | --- |
| A a         | [a]                                 | gade [gat] (chèvre) |  | L l      | [l]                          | lére [le:ʀ] (lire) (la graphie commune lére recouvre aussi [li:ʀ], qui s'écrit lîre en F.)                      |
| Â â         | [a:]                                | diâle [dja:l] (diable) (non utilisé en rfondou, ou ce son est recouvert, suivant les mots, par å ou a sans signe diacritique) |  | M m      | [m]                          | mwin [mwɛ̃] (main) (la graphie commune mwin recouvre aussi [mɛ̃], écrit min en F.)                                |
| Å å         | [ɔ:] (F.) / [ɔ:/o:/ɑ:] (rif.)       | djåzer [d͡ʒɔ:.'ze] (parler) (en F. la réalisation [d͡ʒa:.'ze] s'écrit djâzer) |  | N n      | [n]                          | nawe [naw] (fainéant)                                                                                           |
| AE ae       | [a/ɛ]                               | glaece [glas/glɛs] (glace) (propre au rfondou; en F. c'est glace ou glèce) |  | O o      | [ɔ]                          | soris [sɔʀi] (souris)                                                                                           |
| AI ai       | [e:/ɛ:]                             | mwaisse [mwɛ:s/mɛ:s/me:s] (maître) (en F. on utilise plutôt ê pour [ɛ:] et é pour [e:] : mêsse, mwêsse, mésse, maisse, maîsse) |  | Ô ô      | [o:] (F.) / [o:/ɔ̃/ʊ:] (rif.) | rôze (rose) (en F. on note parfois la réalisation nazalisée comme rôⁿze ou ronze)                               |
| AN an       | [ɑ̃/ɔ̃]                               | blanc [blã] (blanc) |  | OE oe    | [wɛ/ø/ɛ/œ]                   | moes (mois) (propre au rfondou; en F. mwès, meûs)                                                               |
| B b         | [b]                                 | bén (bien) |  | OI oi    | [wa/wɛ/oː/ʊː]                | moirt (mort) (propre au rfondou, en F. mwért, mwèrt, mwârt, mwart, môrt, moûrt)                                 |
| C c         | [k/s]                               | crole [kʀɔl] (boucle de cheveu) |  | ON on    | [ɔ̃]                          | djondou [d͡ʒõ.'du] (touché)                                                                                      |
| Ç ç         | [s]                                 | çoula [su.'la] (cela) |  | OU ou    | [u]                          | atouwer [a.tu.'we] (tutoyer)                                                                                    |
| CH ch       | [ʃ]                                 | chal (ici) (très rare en rfondou, où ce son peut correspondre à des graphies ci/cy (le mot d'exemple s'écrit cial [ʃal] ou [sjal]), xh, sch ou sh) |  | OÛ oû    | [u:/y:]                      | noû [nu:] (neuf, nouveau)                                                                                       |
| D d         | [d]                                 | wårder [wɔ:ʀ.'de/wa:ʀ.'de] (garder) (en F. la réalisation [wa:ʀ.'de] s'écrira wârder) |  | P p      | [p]                          | aprinde [a.'pʀɛ̃t] (apprendre)                                                                                   |
| DJ dj       | [dʒ]                                | djin [d͡ʒɛ̃] (personne) |  | Q q      | [k]                          | qwè [kwɛ] (quoi) (non retenu en wallon standard, le mot s'écrivant cwè)                                         |
| E e         | muet en F. / [ɛ] (rif.)             | efant [ɛ.'fã](enfant) (en F. èfant) |  | R r      | [ʀ]                          | arester [a.ʀɛs.'te] (arrêter) (en F. arèster)                                                                   |
| É é         | [e]                                 | pés [pe] (pis de vache) (en rfondou un é en syllabe finale recouvre aussi des réalisations [i:] : ceréjhe (cérise) = cèréhe, cèrîhe, cèlîhe, cèrîje,...) |  | S s      | [s]                          | sûner [sy:.ne] (suinter)                                                                                        |
| EA ea       | [ja/e:/ɛ:]                          | bea [bja/bɛ:/be:] (beau) (propre au rfondou, le mot est bia, bê, bé en F.) |  | SS ss    | [s]                          | dissu [di.'sy] (dessus)                                                                                         |
| ÉN én       | [ẽ] (F.) / [ẽ/ɛ̃] (rif.)             | tchén (chien) (en F. tchén, tchîⁿ, tchin) |  | SCH sch  | [h/ʃ/ç/sk]                   | scheter (casser) (propre au rfondou; en F. (è)skèter, chèter, hèter, hyèter)                                    |
| EU eu       | [ø/œ/ə] (F.) / [ø:/œ:/ø/œ/ə] (rif.) | djeu (jeu) (en F. la longueur est notée: djeû) |  | SH sh    | [ʃ/s]                        | shijh (six) (propre au rfondou; en F. sîh, chîj)                                                                |
| EY ey       | [ɛj/ɛ:j/i:j/i:]                     | åjhey (facile) (propre au rfondou; le F. utiilise èy ou îy : åhèy, âhèy, åhêye, åhî, âhî, auji, aujîye, aujîle,...) |  | T t      | [t]                          | tins [tɛ̃] (temps) (bien que la prononciation soit la même partout, en F. on a des variantes: tins, timp, timps) |
| F f         | [f]                                 | filozofe [fi.lɔ.'zɔf] (philosophe) |  | TCH tch  | [tʃ]                         | tchant [tʃã](chant)                                                                                             |
| G g         | [g]                                 | gueuye [gø:j] (gueule) (en F. la longueur est notée: gueûye) |  | U u      | [y]                          | pus [py] (plus)                                                                                                 |
| GN gn NY ny | [ɲ]                                 | agnon [a.'ɲõ] (oignon) |  | Û û      | [y:]                         | ût [y:t] (huit)                                                                                                 |
| H h         | [h] (F.) / [h] ou rien (rif.)       | hoye (charbon) (en F. hoye, oye, ouye) |  | Un un    | [œ̃]                          | djun [d͡ʒœ̃] (juin) (son très rare en wallon; djun et brun sont quasiment les seuls mots)                         |
| I i         | [i/ɪ]                               | pitit (petit) (c'est aussi la notation en rfondou de la voyelle faible élidable, qui peut avoir une grande variété de timbre suivant les régions; pour pitit, li ptit (petit, le petit) en rif. = pitit, putit, pëtit, pètit, peutit,...; li/lu/lë/èl/... p’tit en F.) |  | V v      | [v]                          | vint [vɛ̃] (vent)                                                                                                |
| Î î         | [i:]                                | pî [pi:] (pied) (en rifondou le circonflexe n'est pas utilisé lorsque le "i" est devant une consonne sourde, puisqu'il est alors naturellement long: Lidje [li:t͡ʃ] (Liège), en F. Lîdje)                                                                               |  | W w      | [w]                          | walon [wa.lõ] (wallon)                                                                                          |
| IN in       | [ɛ̃]                                 | rinde [ʀɛ̃t] (rendre) |  | X x      | [ks/gz]                      | taxi (taxi) (non retenu en rfondou (le mot d'exemple s'écrit tacsi), plutôt rare en F.)                         |
| J j         | [ʒ]                                 | jate (tasse) (très rare en rfondou, car ce son est soit un allophone de la graphie jh soit un import étranger, adapté alors avec dj (le mot d'exemple est djate [dʒat] )                                                                                               |  | XH xh    | [h/ʃ/ç/x]                    | pexhon (poisson) (propre au rfondou; pèchon/pèhon/pèhyon en F.)                                                 |
| JH jh       | [h/ʒ/ç]                             | prijhon (prison) (propre au rfondou; prijhon en rif. = prîjon, prîhon, prîhyon en F.) |  | Y y      | [j]                          | yebe [jɛp] (herbe) (en F. on note parfois la palatisation; yebe en rif. = yèbe, jèbe, êrb en F.                 |
| K k         | [k]                                 | stoumak [stu.'mak] (estomac), |  | Z z      | [z]                          | zûner [zy:ne] (bourdonner)                                                                                      |

### Phonétique et phonologie
- Le latin et le germanique [k] et [g] + e, i, ont donné en wallon des consonnes affriquées épelées tch [t͡ʃ] et dj [d͡ʒ] comme en ancien français[28] : latin vacca > vatche « vache » ; lat. gamba > djambe « jambe » ; francique *stikkian > stitchî « faire saillie » (cfr. anc. fr. estechier, estichier) ; frq. *kawa > tchawe « choucas » ; frq. *garba > djâbe « gerbe ».
- Le wallon, à l'instar du vosgien, ne connaît pas la voyelle prosthétique qui fait du latin scola, l'ancien français escole (cfr. français école), ni non plus l'étape suivante de la chute du latin [s] : spène « épine », fistu « fétu », biesse « bête ». Autres exemples : lat. spissus > spès « épais », stella > steûle « étoile », sternutare > stièrnî « éternuer », stomachus > stoumak « estomac », strictus > stroet « étroit », scribere > scrîre « écrire », etc. Toutefois, le wallo-picard, plus proche du picard, dit escole
- Le wallon comporte cependant une voyelle d'appui, qui évite de devoir prononcer un trop grand nombre de consonnes successives : si l'on dit Dj'é stî à scole, ou Dj'a stou a scole « Je suis allé à l'école », on dira ène belle escole (à l'ouest) ou ine belle sicole (à l'est) ou encore sucole « une belle école », selon les régions.

- Le phonème latin et germanique [sk], a évolué pour se  prononcer [h] à l' Est et [ʃ] ailleurs, sauf parfois à l'Ouest où il a parfois suivi la même évolution que le picard [ɛsk] (en début de mot) ou [sk]. Celui-ci est noté à l'aide du graphème /sch/ en rifondou ou est transcrit phonétiquement avec le système Feller. Exemples : schame « escabeau » (lat. scamnum), (a)schoûter « écouter » (auscultare), scheûre « secouer » (excutere ; cfr. anc. fr. escourre), schåle « échelle » (scala), dischåssî « déchausser » (discalceare), etc.
- À l'instar du néerlandais ou du russe, les consonnes voisées sont toujours assourdies en position finale : rodje « rouge » se prononce exactement comme rotche « roche », timpe (tempe) se prononce [tɛ̃ːp] comme timbe (timbre), ponde [pɔ̃ːt] (peindre) et ponte (pointe) sont homophones tandis que ouve (œuvre) se dit [uːf]
- Le /h/ initial souvent d'origine germanique autrefois prononcé en français a, la plupart du temps, été conservé. Ainsi haie [e] ou [ɛ], hache [aʃ] et hutte [yt] deviennent respectivement en wallon håye [hɒːj], [hɔːj] ou [hɑːj], hatche [hat͡ʃ] et houte [hut] .
- Dans quelques cas, la consonne vélaire /ʃ/ palatalisée en français reste prononcée comme une consonne sourde /k/ comme changer [ʃɑ̃ʒe] qui se prononce candjî [kɑ̃ːd͡ʒiː]. Le phénomène inverse existe, en particulier pour les noms monosyllabiques terminant par /k/ qui se palatalise en /t͡ʃ/. Ainsi, bec [bɛk], sec [sɛk] et lac [lak] deviennent betch [bɛt͡ʃ], setch [sɛt͡ʃ] et laetch [lɛt͡ʃ] ou [lat͡ʃ]. Dans le cas particulier du mot tchôcmwår [t͡ʃoːkmwɒːʀ] ou [t͡ʃoːkmwɔːʀ] (cauchemar), la palatisation est inversée.
- La contraction des doubles ou triples consonnes finales -ste et -stre ayant donné -te ou -tre en français deviennent toutes deux en wallon -sse, sauf pour les verbes du troisième groupe où le r s'efface. Exemples : feste, teste, estre, mettre et battre donnent fiesse, tiesse, esse, mete et bate.
- Comme en ancien français[28], le graphème eu se prononce souvent [øː] derrière un r, tombé ou non, au lieu de [œ] en français contemporain. Exemples: leu (leur)[løː], mais leur [lœʁ], peu [pøː], mais peur [pœʀ] ou keur [køːʀ] (dans l'expression e keur, en cœur), mais cœur [kœːʁ].
- Dans la plupart des  régions, la voyelle e suivie du son [ʀ] en position finale se prononce [eːʀ] comme en ancien français[28] et non [ɛːʀ] comme en français. Exemples: mere [meːʀ], pere [peːʀ], lére [leːʀ] (lire) ou encore djére [d͡ʒeːʀ] (gésir).
- Le phonème final [yːʁ] en fin de mot est prononcé [øːʀ]. Pur [pyːʁ], nature [natyːʁ] et sûr [syːʁ] deviennent peur [pøːʀ], nateure [na.tøːʀ] et seur [søːʀ].
- Le voyelle courte /ə/ n'est jamais prononcée. Bien que la lettre e soit encore notée isolée, elle est toujours muette en fin de mot, sauf dans les mots monosyllabiques tels que de, te, se, que  pour devenir /ɪ/ di [dɪ], ti [tɪ], si [sɪ], ki [kɪ], tandis qu'elle devient /ɛ/ ou /i/ en position médiane lorsqu'elle n'est pas simplement élidée. Ainsi, revenir [ʁəvəniːʁ] devient rivni [ʀivnɪ], semer [səme] devient semer [sɛme] etc.
- Les syllabes finales  [-ɛːn] [-ɛːm] sont nasalisées en [-ɛ̃ːn] [-ɛ̃ːm]. Ainsi, chêne [ʃɛːn], haine [ɛːn] et problème [pʁoblɛːm] se prononcent  tchinne [t͡ʃɛ̃ːn], hinne [hɛ̃ːn] et problinme [pʁoblɛ̃ːm].
- À l'instar de l'exemple ci-dessus, comme en ancien français[28], les nasales peuvent être suivies de consonnes nasales, comme dans djonne (qui se prononce djon + ne) « jeune », crinme « crème », branmint « beaucoup ». Quand la nasale est suivie de la lettre n, comme dans ponˑne [pɔ̃ːn] (peine) ou sinˑne [sɛ̃ːn] (sienne), la transcription donne pon.ne et sin.ne en système Feller et ponne et sinne en rifondou.
- La voyelle nasale /ɑ̃/ se prononce régulièrement /ɛ̃/ en wallon, en particulier quand elle est transcrite -en en français. Présent [pʁezɑ̃] devient prezint [pʀɛzɛ̃], entrer [ɑ̃tʁe] se prononce intrer [ɛ̃ːtʀe], mais tant [tɑ̃] et tant [tɑ̃], tout comme le reste des participes.
- La consonne /z/ entre deux voyelles en français, aspirée /h/ en est-wallon et palatalisée /ʒ/ dans le reste de la Wallonie est transcrite jh en wallon unifié. Ainsi, aisé [eze], åjhey  est prononcé [ɒːhɛj]ou  [ɔːhɛj] à l'Est et [ɔːʒɛj] ou [ɑːʒɛj] ailleurs.
- La longueur de plusieurs voyelles, notamment /y/, /ɔ/, /i/ et /ɛ/, a une valeur phonologique. Elle permet de distinguer par exemple cu « cul » et cût « cuit », i l'hosse « il la berce » et i l'hôsse « il la hausse », messe « messe » et mêsse « maître », ki (qui, que) et kî (qui interrogatif), les et lai (laisse), mi (me, moi) et mî (mieux), hote (à droite en s'adressant à un cheval) et hôte (haute), po (pour) et pô (peu) etc.
- La loi de Bartsch à savoir l'évolution de la diphtongaison spontanée des fromes occidentales du latin vulgaire à la fin de l'Antiquité  jusqu'en français contemporain, est, en wallon, souvent restée figée à des stades précoces de développement. Exemples :
  - a libre : lat cārus > (Zink en API) [tʃerɔ] VIe siècle² > [tʃierɔ]> chier [tʃiɛr] VIIe siècle > cher [ʃɛr], le wallon donnant finalement tchîr [tʃi:r].
  - a entravé : lat cattem donne français chat (pas d'effet de Bartsch), le wallon donnant tchèt [tʃɛ]. On a ainsi château mais tchestea [t͡ʃɛstɛː] ou [t͡ʃɛstja], chardon mais tcherdon [t͡ʃɛʀdɔː], charier mais tcheryî [t͡ʃɛʀjiː].
  - e accentué dans les syllabes ouvertes : lat ferrum et fēsta devenus [fiero] et [fiesta] donnent fier [fjɛʀ] et fiesse [fjɛs] en wallon, à comparer avec l'espagnol hierro et fiesta.
  - o libre : lat mortem et corpus prononcés [moɛrte] et [koerpo] en bas-latin deviennent en wallon moirt [mweːʀ] et coir [kweːʀ], à comparer avec l'espagnol muerte et cuerpo.
- En wallon, pour éviter l'hiatus avec deux voyelles qui se suivent dans un mot, on insère comme la voyelle d'appui -w- ou -y-, e muet compris, même si ce dernier n'est plus prononcé. Par exemple, veüe (vue) en moyen français donne veyowe, houe devient hawe, poème donne poyinme.
- Le son [gw] du latin correspondant souvent ou [g] français entre deux voyelles devient /w/. Aigue (eau en ancien français) devient aiwe, langue devient linwe, cigogne devient ciwagne, aiguille devient aweye.
- Le /l/ final est souvent omis comme dans sé (sel) fi (fil) té (tel). Précédé d'un /a/, ce dernier subit alors un allongement compensatoire pour se prononcer /ɒː/, /ɔː/ ou /ɑː/. Ainsi, tchival [t͡ʃival] (cheval) devient tchivå [t͡ʃivɒː], [t͡ʃivɔː] ou [t͡ʃivɑː] et mal devient må [mɒː], [mɔː] ou [mɑː].
- Beaucoup de diphtongues se contractent pour donner de nouveaux sons avec un allongement compensatoire. La diphtongue [ie] devient [iː] (mestier > mestî [mɛstiː], pied > pî [piː]), le [øj] devient [uː] (deuil > doû [duː], seuil > soû [suː]) et [yi] devient [yː] (bruit > brût [bʀyː], cuit > cût [kyː]. Quant aux diphtongues médiévales [oɛ] ou [uɛ], elles se contractent pour donner la voyelle [uː] (cœur > cour [kuːʀ], œuvre > oûve [uːf]).
- Le son /l/ entre deux voyelle en fin de mot a souvent évolué pour se prononcer /j/. Exemple : poule et poye, ville et veye, mille et meye, île et iye. Le phénomène inverse est aussi attesté comme dans bolant (bouillant) ou famile (famille).
- Le préfixe verbal latin in- qui a donné en- ou em- [ɑ̃] en français est devenu e- [ɛ] en wallon. Exemples : enterrer [ɑ̃tɛʁe], mais eterer [ɛtɛʀe], envoyer [ɑ̃vwaje], mais evoyî [ɛvɔjiː] ou endurer [ɑ̃dyʁe] mais edurer [ɛdyʀe].
- De même, le préfixe latin ad- peut évoluer en ac- ou en as- suivant la lettre qui se suit. Exemples : appodiare > appuyer, mais aspoyî ; ad + colligere > accueillir, mais ascoyî ; approbare > approuver, mais asprover ; assequi > asuivre (atteindre en moyen français), mais acsure ; adducere > aduire (conduire en ancien français), mais acdure ; acdonnare > adonner, mais acdiner.
- Quant au préfixe es- issu du latin ex- qui a perdu sa consonne sifflante en français, celui-ci a toujours conservé sa forme pleine en wallon. Exemples : éprendre, mais esprinde (allumer en wallon), ébaucher, mais esbåtchî, égoutter mais esgoter. Il arrive même que la voyelle s'élide. Exemples : escoirner (écorner) > scoirner, esbarer (surprendre, abasourdir) >  esblari (pâlir) > sblari. Pour éviter de prononcer trop de consonnes d'affilée, le wallon peut même insérer une voyelle d'appui /i/ après le /s/ quand le phonème final du mot qui précède est une consonne. Exemples : li crapåde sicoine li torea (la fille écorne le taureau), mi-åme est tote sibarêye (mon âme est effrayée) ou encore li meskene sibarixh (la servante pâlit).
- Certains exemples de métathèse existent, tels que le verviétois vroûl, une forme concurrente de vloûr (velours), gurnouye au lieu de grenouille, ou encore drovi (ouvrir) issu de *di-ovri.
- Plusieurs voyelles [e] ou [ɛ] qui, diphtonguisées à la fin du Moyen Âge, ont donné [wɛ], puis [wa] à la Révolution française, ont conservé leur prononciation originelle. Ainsi moisson [mwasɔ̃] se dit toujours mexhon [mɛhɔ̃] ou [mɛʃɔ̃] et poisson [pwasɔ̃] se prononce encore pexhon [pɛ.'ʃɔ̃] ou [pɛ.'hɔ̃]. Suivie dˈun e muet, cette même diphtongue oi est restée plus fidèle à sa prononciation initiale ainsi qu'à sa transcription littérale. Ainsi voie [vwa], soie [swa] ou joie [ʒwa] sont restés voye [voːj], soye [soːj] et djoye [d͡ʒoːj].
- De rares exemples de rhotacisme peuvent être observés comme dans cir pour ciel ou adré, une variante locale de adlé (auprès de), de même que le phénomène inverse comme dans råle (rare) ou colidôr (coridor).
- Là où l'ancien français faisait historiquement la distinction entre le qui /ki/ relatif et le cui /kɥi/ interrogatif, le wallon différencie toujours le relatif ki /kɪ/ et l'interrogatif kî /kiː/[28].
- Dans un très petit nombre de mots tels lomer (nomer) ou caloner (canonner), le son /n/ s'est transformé en /l/.
- L'élision est plus courante en wallon qu'en français. Ainsi, comme en ancien français[28], le ki et le si peuvent s'élider. Exemples : S'ele vou. (si elle veut) Li feme k'est djoleye. (La femme qui est jolie.)
- L'aphérèse, quasi inexistante en français formel hormis les anglicismes, est relativement fréquente en wallon. Ainsi eco(r) (encore) a évolué vers co, esayî (essayer) vers sayî ou encore govierna (gouvernail) vers vierna. De même les adverbes et pronoms indéterminés sakî (quelqu'un), sacwè (quelque chose), sacwants (quelques-uns), à comparer à l'ancien français ne sai quanz[29], ou sawice (quelque part) sont respectivement issus de dji n' sai kî (je ne sais qui), dji n' sai cwè (je ne sais quoi), dji n' sai cwants (je ne sais combien) ou et dji n' sai wice (je ne sais où).
- La plupart des mots franconiens avec le phonème w l'ont changé en gu lors de l'entrée dans l'ancien français et d'autres langues romanes. Cependant, les dialectes de la langue d'oïl septentrionale tels que le picard, le nord normand, le wallon, le bourguignon, le champenois et le bas-lorrain ont conservé le [w] ou l'ont transformé en [v]. Un exemple connu est « wardon » qui est entré dans la langue wallonne sous la forme « wårder » et en français comme « garder ». Ainsi, les verbes anglais wait et await issu du vieux normand témoignent qu'ils se prononçaient comme en wallon waitî et awaitî et non guetter et aguetter.
- Dans certains dialectes du wallon (est-wallon, en Hesbaye liégeoise et en Haute Ardenne), le h final est prononcé [ç]. Il s'écrit xh ou h. Exemple : ouxh, ouh [uç] « porte » (cfr. fr. huis). Le wallon est la seule langue gallo-romane qui utilise le son [ç][réf. nécessaire]. On le retrouve également dans des noms de famille (Xhignesse, Moxhet, Destexhe, Daxhlet) ou des noms de lieux (Xhenlesse, Xhenmåle, Xhizogne, Xhofrai, Heure-le-Tixhe).

### Grammaire
Le wallon n'étant pas une langue unifiée, les points de grammaire développés ci-dessous sont des généralités qui sont susceptibles de varier selon les différentes variétés ou d'être concurrencées par des gallicismes récents.
De même, par souci de concision ne sont traités que les points qui distinguent le wallon du français.

#### Morphologie
- Les adjectifs féminins pluriels devant le nom prennent une finale -ès non accentuée (sauf dans le dialecte wallo-lorrain) : comparez li djaene foye (la feuille jaune) et les djaenès foyes (les feuilles jaunes). Remarquons que la contraction de la préposition a et de l'article les, ås, équivalant au français aux, n'échappe pas à cette règle : gråce azès ouves (grâce aux œuvres)
- Il n'y a pas de distinction de genre dans les articles définis et les déterminants possessifs au singulier (sauf dans le dialecte wallo-lorrain) : le wallon a li vweture et li cir alors que le français a, respectivement, la voiture et le ciel. De même, le wallon a si coir et si finiesse pour le français son corps et sa fenêtre.
- Outre do, å et ås équivalant au français du, au et aux, l'enclise de l'article li, très courante en ancien français, s'est maintenue en wallon. Ainsi, l'article s'agglutine avec dji (je), ni (ne), po (pour), pa (par), et so (sur) pour donner djel, nel, pol, pal, et sol. da (de possessif) då
- Les prépositions po (pour), so (sur) et pa (par) peuvent retrouver leur -r final qui s'était perdu au cours du temps. Bien qu'il existe des différences selon les régions, on observe souvent devant les pronoms toniques monosyllabiques ainsi que certains mots monosyllabiques : por lu (pour lui), sor mi (sur moi) par nute (de nuit), mais pa nozôtes (par nous).
- Contrairement aux autres langues d'oïl, le wallon a conservé une marque de la désinence de l'imparfait -ēba non sans avoir subi un bêtacisme avant de s'assourdir pour donner la désinence -éve [eːf] ou [œːf]. Par exemple, j'allais se dit dj'aléve [aleːf] ou [aløːf] tandis que tu dansais donne ti danséve [dɑ̃ːseːf] ou [dɑ̃ːsøːf].
- Le wallon fait plus souvent la distinction entre le pronom tonique et enclitique. Par exemple : Ele magne (elle mange) mais leye et s' fré (elle et son frère). Tos les oujheas (tous les oiseaux), mais i volèt tertos (ils volent tous). Elle ont vnou cial (elles sont venues), mais tant k' a zeles, dji n' sai ewou çk’ elle ont eralé (quant à elles, je ne sais pas où elles sont parties). Les deus valets (les deux garçons), mais il ont vlou ambedeus s' maryî (ils ont voulu tous les deux se marier). Nolu/personne ni m' a veyou. (Personne ne m'a vu) mais Gn aveu nouk a les vni riclamer.[30] (Il n'y avait personne pour les réclamer)
- Hormis certains pronoms, le wallon ne comprend aucun substantif dont le singulier se prononce différemment du pluriel, ce qui le distingue du français qui, en dehors -al [al] -aux [ɔ] comprend encore une poignée d'exceptions telles que œuf [œf] œufs [ø], os [os] os [ɔ], œil [œj] yeux [jø], aïeul [ajœl] aïeux [ajɔ].
- Certains adjectifs possèdent un radical différent pour le masculin et le féminin. C'est le cas notamment de l'adjectif mauvais, mal avec måva (masculin) et måle (féminin).
- La conjugaison des verbes du troisième groupe comprend moins de contractions qu'en français. Exemple: craindre et craignons, mais crinde et crindans, peindre et peignons, mais ponde et pondans.
- Le wallon possède un grand nombre de phonèmes éphelcystiques tels -st-, -z-, -n-, -y- ou -d. Exemples: dj' a-st oyou (j'ai entendu), lon did la (loin de là), mi-y-ome (mon homme), leu-n ovraedje (leur ouvrage) ou po-z intrer (pour entrer).
- Il n'existe pas de distinction dans de nombreuses variétés entre le singulier et le pluriel des pronoms personnels masculins et féminin de la troisième personne, y compris devant une voyelle, mais le pluriel possède la désinence -èt [ɛ] ou -nut [ny] propre absente en français qui les distingue. Exemple: il aime [ilɛːm] et ils aiment [ilzɛːm], mais il inme [ɪlɛ̃ːm] et il inmèt [ɪlɛ̃ːmɛ].
- Sur le même modèle que quelques verbes français  comme appeler [a.pə.ˈle] et appelle [a.ˈpɛl], de nombreux verbes wallons sont marqués par des mutations vocaliques en l'absence de désinence (indicatif présent, subjonctif et impératif singulier) ou au conditionnel présent et indicatif futur. Quelques exemples repris dans le tableau ci-dessous (remarquez le dévoisement final)[31].

| Modèle            | Infinitif         | Infinitif         | 1ère pers. de l'ind. prés. | 1ère pers. de l'ind. prés. |
| Modèle            | Liégeois          | Rifondou          | Liégeois                   | Rifondou                   |
| ----------------- | ----------------- | ----------------- | -------------------------- | -------------------------- |
| sayî (essayer)    | sayî [sa.ˈjiː]    | sayî [sa.ˈjiː]    | såye [sɔ̞ːj]                | saye [saj]                 |
| serer (fermer)    | sèrer [sɛ.ˈʀe]    | serer [sɛ.ˈʀe]    | sére [seːʀ]                | sere [seːʀ]                |
| crever (crever)   | crèver [kʀɛ.ˈve]  | crever [kʀɛ.ˈve]  | crîve [kʀiːf]              | crive [kʀiːf]              |
| pezer (peser)     | pèzer [pɛ.ˈze]    | pezer [pɛ.ˈze]    | peûze [pøːs]               | peze [pɛs]                 |
| diner (donner     | diner [dɪ.ˈne]    | diner [di.ˈne]    | done [dɔn]                 | dene [dɛn]                 |
| hiner (lancer)    | hiner [hɪ.ˈne]    | hiner [hi.ˈne]    | hène hɛn]                  | hene [hɛn]                 |
| spiyî (casser)    | spiyî [spɪ.ˈjiː]  | spiyî [spi.ˈjiː]  | spèye [spɛj]               | speye [spɛj]               |
| ariver (arriver)  | ariver [a.ʀɪ.ˈve] | ariver [a.ʀi.ˈve] | arîve [a.ˈʀiːf]            | arive [a.ˈʀiːf]            |
| noyî (nier)       | noyî [nɔ.ˈjiː]    | noyî [nɔ.ˈjiː]    | nôye [nõːj]                | noye [nõːj]                |
| schover (balayer) | hover [hɔ.ˈve]    | schover [ʃɔ.ˈve]  | heûve [høːf]               | scheuve [ʃøːf]             |
| trover (trouver)  | trover [tʀɔ.ˈve]  | trover [tʀɔ.ˈve]  | troûve [tʀuːf]             | trouve [tʀuːf]             |
| durer (durer)     | durer [dy.ˈʀe]    | durer [dy.ˈʀe]    | deûre [døːʀ]               | deure [døːʀ]               |
| djuner (jeûner)   | djuner [ʤy.ˈne]   | djuner [ʤy.ˈne]   | djeune [ʤœn]               | djune [ʤyn]                |
| touwer (tuer)     | touwer [tu.ˈwe]   | touwer [tu.ˈwe]   | towe [tɔw]                 | towe [tɔw]                 |

- Pour pouvoir respecter la règle de la contraction des deux consonnes finales, la morphologie verbale wallonne a recours à trois procédés[31] :

| Règle                                               | Modèle             | Liégeois                             | Wallon unifié (rifondou)             |
| --------------------------------------------------- | ------------------ | ------------------------------------ | ------------------------------------ |
| Réduction d'une des consonnes                       | wårder (garder)    | dji wåde [wɔːt] (je garde)           | dji wåde [wɔːt] (je garde)           |
| Réduction d'une des consonnes                       | poirter (porter)   | dji pwète [pwɛt] (je porte)          | dji poite [pwɛt] / [pwat] (je porte) |
| Ajout d'une voyelle euphonnique entre les consonnes | roufler (foncer)   | dji roufèle [ʀu.ˈfɛl] (je fonce)     | dji roufele [ʀu.ˈfɛl] (je fonce)     |
| Ajout d'une voyelle euphonnique entre les consonnes | intrer (entrer)    | dj'inteûre [ɛ̃ː.ˈtøːʀ] (j'entre)      | dj' intere [ɛ̃ː.ˈteːʀ] (j'entre)      |
| Ajout du suffixe euphonique -êye                    | tchikter (hésiter) | dji tchictêye [ʧɪk.ˈtɛːj] (j'hésite) | dji tchictêye [ʧik.ˈtɛːj] (j'hésite) |

- Certains participes passés irréguliers wallons sont souvent restés plus proches de leur étymon latin et, par extension, de leur équivalent en ancien français, du moins dans ses dialectes centraux et orientaux[32].

| Verbe  | Wallon   | Wallon   | Wallon          | Latin    | Ancien français (formes choisies) | Français |
| Verbe  | Liégeois | Namurois | Unifié          | Latin    | Ancien français (formes choisies) | Français |
| voir   | vèyou    | vèyu     | veyou / veu     | visum    | veu, vehu, veüt, veüd             | vu       |
| croire | crèyou   | vèyu     | creyou / creu   | creditum | creü / creüt                      | cru      |
| choir  | -        | tchèyu   | tcheyou / tcheu | caedum   | cheut, cheü, cheu                 | chu      |
| ouïr   | oyou     | oyu      | oyou            | auditum  | ou, oüt, oü                       | ouï      |

#### Syntaxe
- L'adjectif qualificatif est souvent placé devant le nom : comparez le wallon on foirt ome et le français « un homme fort » ; ene blanke måjhon et « une maison blanche ».
- Emprunt syntaxique au germanique : la construction Cwè-ç ki c'est di ça po ene fleur ? (« qu'est-ce que c'est que ça pour une fleur ? ») se traduit mot à mot en néerlandais Wat is dat voor een bloem ? ou allemand Was ist das für eine Blume ?.
- Sous influence du néerlandais, le wallon peut employer un adjectif avec le verbe aveûr (avoir) pour décrire un état. Certains sont clairement des calques du néerlandais comme  aveur målåjhey (être dans le pétrin), littéralement avoir difficile, qui se construit comme het moelijk hebben. Toutefois, contrairement au néerlandais qui n'emploie cette tournure uniquement dans quelques tournures, le wallon a appliqué cette construction à de nombreux autres adjectifs. Exemple : Â bén, dj' åro p' åjhey, marxhå![30] (Eh bien, je serai tranquille, andouille!)
- Le wallon fait la différence entre le complément du nom avec une nuance générale avec la préposition di ou plus spécifiquement avec la notion d'appartenance avec la préposition da, surtout après des noms de personnes : li soûr d'à Marèye (La sœur d'à Marie).
- L'ordre des pronoms : dijhoz mel, alors qu'en français on dirait : « Dites-le-moi. »
- Le pronom décline se place devant les verbes de pouvoir ou de volonté : djel sai scrire, vos m' poloz houkî, alors qu'en français on dit plutôt : « Je peux l'écrire, tu peux m'appeler. » Remarquons que le français jusqu'au XVIIe siècle au moins suivait cette règle. Ainsi, Jean Racine dans Britannicus écrit: "Vous m'osiez compter pour votre créature"[33]
- Les verbes de douleur comme awè må (avoir mal) se construisent sans préposition avec un déterminant possessif comme dans Dji m' moke des cis k' ont må leu vinte[34]. (Je me moque de ceux qui ont mal à leur ventre).
- Le wallon peut répéter une forme verbale en y rajoutant le préfixe verbal ra-  pour exprimer l'itératif ou au contraire pour insister sur l'achèvement de l'action dans le passé. Par exemple : Il a stî tuzé et ratuzé pa on lomé Sosigenes. (Il a été analysé en long et en large par un nommé Sosigenes.) Les sôdårs del guere 14-18 sont tertos moirts et ramoirts. (Les soldats de la guerre 14-18 sont tous morts depuis longtemps.) I fårè bin, s’i s’ vout ravu, rifé fé ’ne fornêye di bons Dius. (Il faudra bien, s'il veut se refaire des sous, faire sans relâche des fournées de petits pains.)
- Caractéristique très singulière pour une langue latine, le wallon peut employer de manière figée des particules evoyî, foû et djus avec des verbes avec un sens pas nécessairement intuitif. Exemples : rider djus (tomber en glissant), cori evoye (s'enfuir, cf. anglais run away), moussî (entrer) foû (sortir) ou encore aidî djus (aider à descendre une lourde charge).

| Wallon                                   | Néerlandais                              | Anglais                            |
| ---------------------------------------- | ---------------------------------------- | ---------------------------------- |
| cori evoye (lit. courir en route) : fuir | weglopen (séparable) : sortir            | to run away : fuir                 |
| bouxhî djus (lit. battre bas) : abattre  | neerslaan (séparable) : abattre, vaincre | to bring down : abattre, destituer |
| vini foû (lit. venir hors) : sortir      | uitgaan : sortir                         | to go tout : sortir                |

- L'auxiliaire awè ou aveur (avoir) est, dans tous les dialectes, employé pour la voie active de tous les verbes au passé composé. Ainsi, on dit dj' a tcheyou (je suis tombé), elle a vnou (elle est venue), il ont intré (ils sont entrés).
- La négation wallonne est restée remarquablement proche de l'ancien français. Ainsi, les particules explétives nient, guère, point, mais et goutte appartenant à un registre soutenu ou archaïque en wallon sont toujours employées activement sous les formes nén, waire, pont, måy (... jamais) et gote.
- Contrairement au français, l'emploi obligatoire d'un sujet pour un verbe conjugué comprend de nombreuses exceptions. Exemples: S’ c’ èsteût må fé, l’ åreût vèyou.[35] (Si c'était mal faire, [il] l'aurait vu.)
- Dans les propositions conditionnelles, le wallon préfère l'usage du conditionnel et dans l'apodose. Exemple: Si l’ Ampèreûr åreût viké, so l’ palå n’ årît nin floté.[35] (Si l'Empereur aurait vécu, [il] n'aurait pas flotté sur le palais.)
- Dans des textes plus anciens, l'ordre des mots en wallon est resté plus souple. Exemple : Djusqu’ å cwarème, on p'tit ovrî in-oû cût deûr ni wèzreût magnî.[35] (Litt. Jusqu'au carème, un petit ouvrier un œuf dur n'oserait manger.)
- L'infinitif historique, moribond en français sauf pour exprimer l'idée d'une réponse suivie d'un discours directe ou indirect, peut encore s'employer en wallon. Et pår pinser vey a tot moumint on sotea amoussî foû di s' naxhe![36] (On penserait voir à tout moment un lutin sortir de son abri!)
- À la manière de nombreuses autres langues régionales voisines, le wallon peut aussi bien utiliser le pronom dji ou nos pour la première personne du pluriel.
- Comme alternative au pluriel, le wallon peut employer des structures impersonnelles. Exemples: I crèha dès måles crompîres, sins compter les ôtes pitits mås[35]. (Il poussa des mauvaises pommes de terre, sans compter les autres petits maux.) Cwand vnéve dès djins ol mâhon, [...] turtos djâzint l' walon[37]. (Quand venait des gens à la maison, [...] tous parlaient wallon.)
- Le pronom personnel peut être omis à la seconde personne, mais le verbe en revanche prendre un s à la fin. Exemples : Ass co sacwants liårds ? (As-tu encore quelques sous?), Vouss wadjî ki dji sé bén kî ç' k' c'est? (Veux-tu parier que je sais bien de qui il s'agit?)[36] Ess co la?[30] (Es-tu encore là?) Certaines de ces formes verbales comme wai (regarde), saiss ou taiss sont même devenues une catégorie de mots à part entière sans équivalent en français utilisées pour ponctuer le discours et attirer l'attention de l'interlocuteur. Exemples : Si t' n' evas nén, in, dji t' find l' tiesse! Et roed, saiss![30] (Si tu ne t'en vas pas, hein, je te fends la tête! Et immédiatement, sois en averti!), C’ est k’ i ploût, saiss, valet! (Le truc, mon gamin, c'est que, vois-tu, il pleut!).
- Le wallon emploie régulièrement des prépositions comme des adverbes. Exemples : Vénss avou ? (Viens-tu aussi?) Li grin k' on amoenéve amon. (Le grain qu'on amenait chez nous.)
- Comme en ancien français, le relatif peut être disjoint de son antécédent, bien que cela soit devenu assez rare en wallon contemporain. Exemple: I n' fåt nén minti kî s' kifesse.[38] (Celui qui se confesse ne doit pas mentir.)
- De rares exemples de traces du génitif peuvent encore être observés, surtout vers l'Ouest avec l'influence du picard. Exemples: Les bagues mi sour. (Les vêtements de ma sœur.)[38] On retrouve également des traces de ce type de construction dans certains substantifs come betchfier (bec de fer, litt. bec-fer), pic ou airdiè (air de Dieu, litt. air Dieu), arc-en-ciel.
- Certaines propositions employées seules en ancien français tels dessus, dessous ou aval ont conservé leur emploi initial en wallon. Exemples : dizeu l' tåve (sur la table), dizo li tcheyire (sous la chaise) avå les voyes (le long des routes).
- Les fleuves et les grandes rivières se construisent sans articles. Exemple : Berlôzer e Mouze. (Tomber dans la Meuse.)
- Sous l'influence du néerlandais, les verbes d'attente ou de désir sont généralement intransitifs. Exemples : wachten op iemand (attendre quelqu'un) se dit en wallon rawårder après ene sakî. Quant à verlangen naar iets (désirer quelque chose) peut se dire djéryî après ene sacwè. À l'inverse, certains verbes intransitifs en français se passent de préposition en wallon. C'est notamment le cas des verbes de ressemblance tels que rishonner ou ravizer. Exemples : Ele ravizèt leu mame. (Elles ressemblent à leur mère.) ou encore Li rinne rishonne li crapåd. (La grenouille ressemble au crapaud.)
- Les verbes de collectes peuvent être intransitifs avec la préposition a. Exemples : La k' Critchon bracnéve ås trûtes[39]. Là ou Critchon braconnait aux truites.

#### Propositions circonstancielles
- Comme en grec néotestamentaire, la proposition circonstancielle de but peut être construite avec la préposition por suivie d'un pronom et d'un verbe à l'infinitif. Exemples : I srè sgoslé divant avou tote si famile por lu n' nén s' sinti tot seu.[40] (Il sera égorgé en public avec toute sa famille pour lui ne pas se sentir seul.)

##### Propositions relatives
- Contrairement au français, le pronom relatif wallon ki est invariable. Pour compenser cette perte, le wallon a adopté plusieurs constructions propres. Dans le premier cas, le ki prend endosse la fonction de complément du nom à la manière du néerlandais.
- Pour exprimer la fonction de complément du nom, deux tournures coexistent. La première consiste à juxtaposer les deux propositions par ki. Dji v’ va tchanter ’ne pitite paskèye, qui v’ n’avez måy oyou l’ parèye[35] (Je vais vous raconter une petite histoire qui vous n'avez jamais entendu la pareille.) La seconde comme l'arabe, consiste à employer un déterminant possessif dans la subordonnée pour qualifier le nom complété. Exemple : So dès lèvêyes qui leû blanc r'glatihèdje Aveût broûlé ses gn'gnos[41]. (Sur des chaussées dont le reflet blanc avait brûlé ses genoux.)
- Quand la relative a une fonction de complément indirect, un pronom au datif se rapportant au nom complété peut s'insérer dans la subordonnée. Exemple : Li boigne ki lyî manke èn ouy. (Le borgne qui lui manque un œil). Dji trovéve des plaijhis ki dji n' î åreu mây sondjî.[40] (Je trouvais des plaisirs que je n'y aurais jamais songé.)
- Lorsque le pronom relatif est employé avec une préposition, celle-ci est rejetée dans la proposition subordonnée. Exemple: Li cmére ki dj' a vnou avou. (La femme que je suis venu avec.)
- Certaines subordonnées complétives en français peuvent être construites comme des subordonnées relatives en wallon. Exemples : Li plaece ki dj' î so. ou Li plaece ki dji so dvins. (Litt. Le lieu que j'y suis. ou Le lieu que je suis dedans) : Le lieu où je suis.

#### Phrases non verbales
Contrairement au français où les rares phrases non verbales sont des locutions figées, le wallon en possède de plusieurs types.
- Certaines onomatopées peuvent remplacer un verbe dans la phrase, en particulier les verbes de mouvement et de son. Exemples : Crak les fiziks! (Le tir des fusils retentit.). Tote li nût draf-draf les soris sol plantchî. (Toute la nuit, on a entendu les souris sur le plancher), Bardî bardaf! Vola tot l' monde tot paf.[42] (Patatras, voilà que tout le monde est assomé. A poenne el cåve, raf sol gurnî ![43] (A peine en la cave, raf sur le grenier !)
- Dans les phrases impératives avec une notion de mouvement, on peut se contenter d'une préposition ainsi que d'un adverbe déictique. Exemples : Cial avou! (litt. Ici avec)[42] : Amène-le. Twè, djus did la! (Litt. Toi bas de là!) : Descends de là, toi.
- On peut également omettre de rajouter une seconde forme verbale par souci de concision. Exemple : Lès djônes, ine fèye foû d' l' oû sont st-aveûles èt rin so leû cwér[44] (litt. Une fois hors de l'œuf, les jeunes sont aveugles et rien sur leur corps).

##### Tutoiement et vouvoiement
- Concernant le tutoiement et le vouvoiement, les wallophones ont tendance à employer le pronom vos (« vous ») dans un plus grand nombre de situations, tant en contexte formel qu'informel, y compris pour s'adresser aux animaux domestiques. Au contraire ti (« tu ») est rare voire inexistant par endroits, considéré vulgaire, et généralement mal et agressivement perçu par la personne à qui il est adressé. Cependant, le tutoiement est régulièrement utilisé dans un contexte de colère, y compris envers dans des situations où le vouvoiement est requis[45] : Taijhe tu ! (« Tais-toi ! », « Arrête un peu! »). Cela étant dit, la règle est à nuancer en raison des différences entre régions[46] et des inférences du français.

### Lexique

#### Archaïsmes et emprunts
Après une première vague d'emprunts au vieux-francique au Haut Moyen Âge, l'incorporation de la Wallonie dialectale au sein de la Francie médiane puis du Saint-Empire après le Traité de Verdun en 843 jusqu'en 1792. Cet isolement des wallophones par rapport aux autres locuteurs de langues d'oïl eut pour double conséquence une meilleure conservation des substrats francique et roman, tout en favorisant de nombreux emprunts aux dialectes germaniques limitrophes.
- Il existe quelques mots latins qui ont disparu des langues romanes voisines, comme le wallon dispierter, l'espagnol despertar (réveiller) et le roumain deșteptare ; l'adverbe quantitatif wallon cwant(es) provient du latin quantus; le wallon mode (mulgere, traire) et l'occitan mólzer, l'italien mungere, le roumain mulge ; le wallon ouxh et le lorrain euche / uche / usse[47], le roumain uşă ; le wallon crås (crassu, gras) et le roumain gras ; le wallon vesprêye (vespera, soir) et l'occitan vespre ; ou d'autres issus directement du bas latin : arincrin (araneae crinis, toile d'araignée), tier ou tienne (termen, limite marquée par une colline), ay (ay, interjection d'approbation partielle), etc. (in Dictionnaire liégeois par Jean Haust).
- Parmi les emprunts germaniques, on peut citer flåwe (faible) et le néerlandais flauw ou encore le wallon gordene (rideau) et le néerlandais gordijn. Parmi beaucoup d'autres emprunts appartenant à la langue courante, on peut citer : dringuele (pourboire ; néerlandais drinkgeld), crole (boucle de cheveu), spiter (éclabousser ; même racine que l'anglais to spit ou l'allemand dialectal spützen), stamper (se dresser, se mettre debout), li sprewe (l'étourneau; néerlandais : spreeuw), blinker (briller, néerlandais et allemand blinken, to blink en anglais), crompire (pomme de terre, Grundbirne en allemand dialectal, littéralement poire de sol ; des variantes se retrouvent dans les langues de territoires anciennement soumis à l'empire austro-hongrois), etc. Nombre de ces emprunts se retrouvent également dans le français de Belgique comme belgicismes.

#### Numismatique
- Les nombreux termes wallons pour désigner la monnaie témoignent des influences des différentes puissances qui influencèrent la région depuis le Moyen Âge. Ainsi, les liårds (liards) et cwårs (quarts) étaient des monnaies de la France médiévale, les patårs trouvent leur origine dans les Pays-Bas bourguignons et les skelins (esquelins) sont d'origine allemande. Quant aux betsales, nom germanisé des pistoles, étaient la principale monnaie de l'époque espagnole, les florins datant, quant à eux de la courte période hollandaise (1815-1831).

#### Dérivation
- Le préfixe verbal for- (de fors en ancien français hors en français et foû en wallon) de l'ancien dont il existe quelques reliquats comme fourvoyer ou forcené est courant en wallon pour exprimer la notion d'intensité ou d'excès. Par exemple : forboere (trop boire), fortcherdjî (surcharger), forboure (trop bouillir, déborder) ou forcrexhe (croire à toute allure).
- Beaucoup d'onomatopées ont fini par donner donner des verbes. Ainsi, hou, zoup, bôm et tchûtch ont donné les verbes houkî (appeler), zoupler (sauter), ribômer (rebondir) et tchûtcher (chuchoter).
- Dans quelques cas, deux verbes différents avec un sens similaire peuvent fusionner pour donner un nouveau verbe à part. Ainsi, hertchî (traîner) et saetchî (tirer), respectivement herchier et sachier en moyen français, ont donné haetchî,  tandis que rôler (rouler, flâner) et tricbaler (trimbaler, flâner) ont donné naissance au mot rôbaler (vagabonder, se promener).
- À l'inverse du français qui s'appuie souvent sur l'ancêtre latin d'un mot français dérivé du latin populaire pour créer de nouveaux mots, le wallon puise directement dans son propre substrat. Par exemple, pour substantiver éteindre, agenouiller, détruire, lire ou joindre, le français se calque sur leur racine latine extinguere, genuflectere, destruere, legere et iungere pour former les mots extinction, génuflexion, destruction, lecture et jonction tandis que le wallon forme distindaedje à partir de distinde, adjenixhaedje à partir d'adjeni, distrujhaedje à partir de distrure, lijhaedje à partir de lére et djondaedje à partir de djonde.
- Le suffixe -ail, rare en français, est couramment employé sous sa forme wallonne -a. Fait notable pour une langue latine, ces substantifs avec une désinence en -a sont donc toujours masculins. Exemples : djama (fête religieuse), hena (verre d' alcool), tronna (tremblement) ou encore haerna (piège d'oiseleur).

## Orthographe
- Depuis 1100, on écrit le wallon au moins dans les noms géographiques et dans les actes de basse justice, et les actes notariés. L'écriture ne permet pas toujours de décider comment était la prononciation ("u" peut être une notation du son « u » ou « ou »). Certaines notations sont typiquement wallonnes xh (qui note un h aspiré), ea, eie.
- Au XVIIIe siècle, on continue à utiliser certaines des conventions du Moyen Âge xh (Villers), oi (Theâtre liégeois).
- Au XIXe siècle, l'écriture du wallon était largement individuelle. Mais différents essais de régulation sont proposés :
  - pour l'accent de Liège (Henri Forir) ;
  - pour l'accent de la Wallonie prussienne (Toussaint, Nicolas Pietkin) ;
  - pour l'accent de Namur (Auguste Vierset, Léopold Godenne).
- Au XXe siècle, on assiste à la généralisation du système de notation Feller. Les trouvailles les plus intéressantes du Feller : les notations DJ et TCH, les demi-consonnes W et Y, la notation î du i long, oû du ou long ; les notations å et ô.
- Il faut attendre le XXIe siècle pour voir apparaître une orthographe unifiée, c'est-à-dire l'accord de tous les utilisateurs que tel mot s'écrit d'une seule façon, quelle que soit la manière dont la prononciation a évolué dans telle ou telle région.

Une tentative de norme orthographique commune existe : le « rfondou walon », dont le principe est d'écrire un même mot de la même façon, indépendamment des différences phonétiques locales. Cette orthographe se base sur des diasystèmes pouvant être prononcés différemment selon le lecteur, à l'instar de l'orthographe du breton dont l'exemple a inspiré le projet. Les graphies tentent de concilier les usages phonétiques actuels avec les traditions anciennes (notamment réintroduction de xh, oi) et la logique phonologique propre de la langue.

## Wallonismes
Le français de Belgique possède quelques wallonismes, c'est-à-dire qu'elle a emprunté quelques termes au wallon. Ces emprunts lexicaux ont eu lieu notamment dans le vocabulaire de la mine et de la sidérurgie, du fait du caractère précurseur des régions wallonophones dans ces domaines. On peut citer les mots houille, terril, faille, fagne, grisou, faro, estaminet, … Le terme « houille » est la francisation du wallon hoye ou hougne. Dans la province de Liège, le mot remonterait au XIe siècle, où on le retrouve dans des actes du Chapitre de Saint-Lambert en 1278 et 1299, ainsi que dans ceux de l'abbaye du Val Benoît en 1281. D'après Jean Haust, le mot hoye existait avant la découverte de la houille et signifie « fragment, éclat, motte » en wallon liégeois. Avec la découverte du charbon, hoye fut utilisé pour désigner la houille en morceaux et le mot se répandit à partir de 1200 à l'ouest et au sud de la Wallonie dialectale. En raison de l'évolution importante de l'industrie minière et métallurgique en Wallonie, la plupart des mots liés au charbonnage sont d'origine wallophone.
Un wallonisme désigne également un trait caractéristique du wallon, que ce soit au niveau du lexique, de la prononciation des idiotismes ou de la grammaire, que l'on retrouve dans le français parlé au sein de la Wallonie dialectale.

## Littérature
La littérature wallonne existe depuis le XVIe siècle ou le début du XVIIe siècle et a connu son « âge d'or », à la fin du XIXe siècle. Cette période a vu l'efflorescence d’œuvres littéraires, de pièces de théâtre et d’œuvres poétiques, ainsi que de périodiques.
Le premier texte daté et conservé en original de la littérature en langue wallonne est le Sonèt lîdjwès â minisse du frère Hubert Ora, ou d’Heure, Mineur de Liège. Publié en 1622, il constitue la conclusion d’un débat théologique écrit, ayant opposé le théologien catholique, Louis du Château, au pasteur protestant, Daniel Hochedé de la Vigne, entre novembre 1618 et mai 1619.

### Auteurs de langue wallonne
| Willy Bal           | Gabrielle Bernard  | Léon Bernus             |
| Joseph Bily (wa)    | Nicolas Defrêcheux | Joseph Dejardin         |
| Chantal Denis (wa)  | Franz Dewandelaer  | Jean-Luc Fauconnier     |
| Eugène Gillain      | Émile Gilliard     | Joseph Houziaux (wa)    |
| Lucien Mahin        | Albert Maquet      | Arthur Masson           |
| Édouard Remouchamps | Henri Simon        | Charles-Nicolas Simonon |
| Lucien Somme (wa)   | Joël Thiry (wa)    | Roger Viroux (wa)       |
| Joseph Vrindts      |                    |                         |

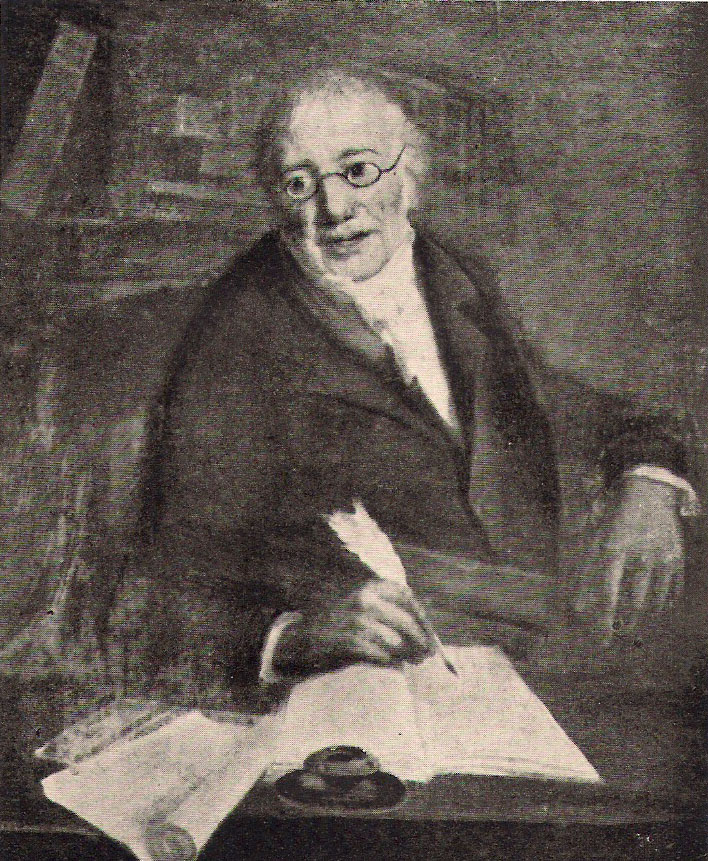
Charles-Nicolas Simonon.
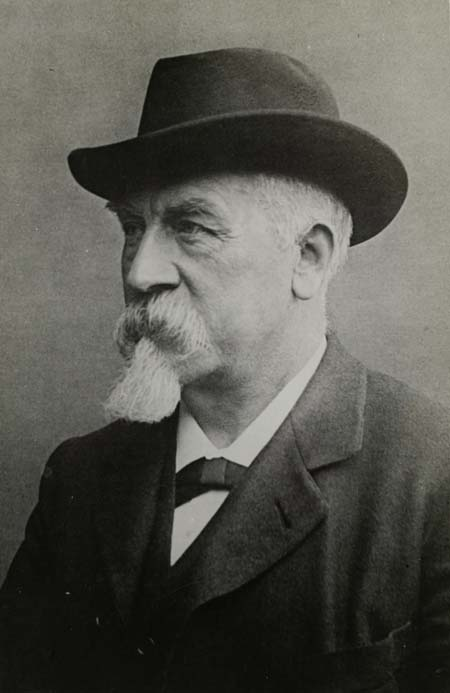
Édouard Remouchamps.
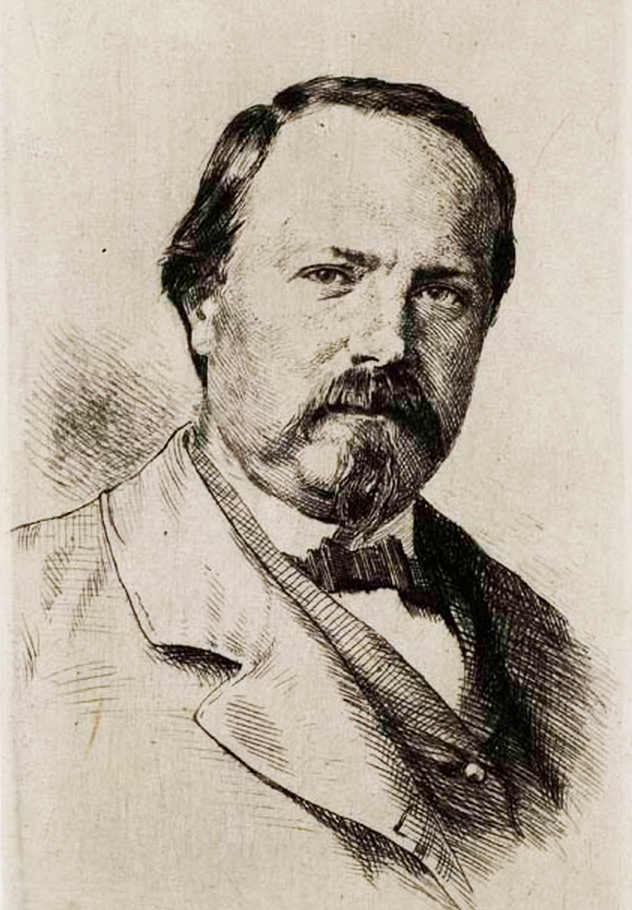
Nicolas Defrêcheux.

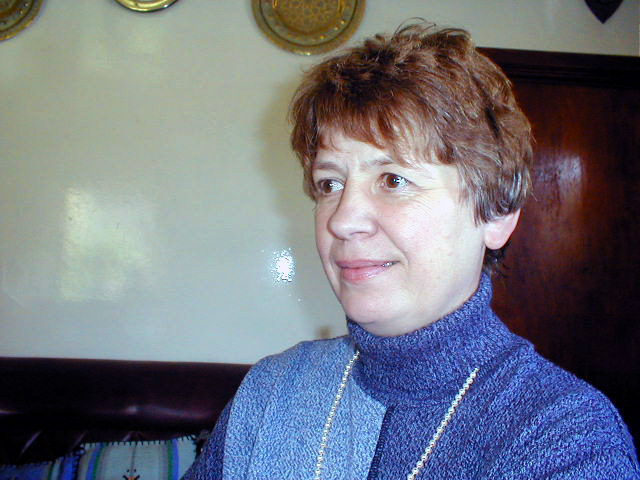
Chantal Denis (2002).
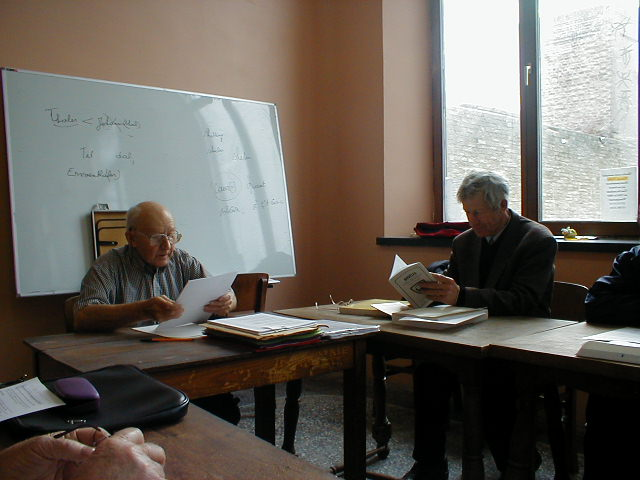
Roger Viroux (2002), à gauche sur la photo.
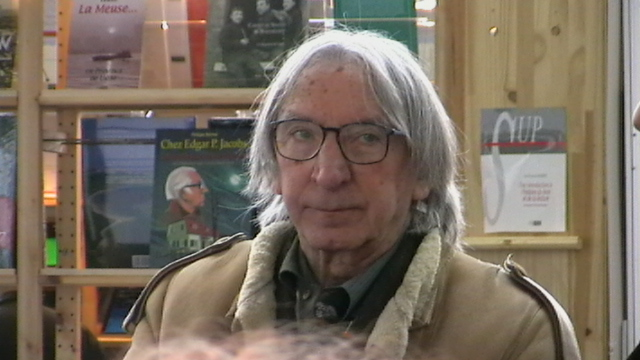
Émile Gilliard (2008).

### Bande dessinée en wallon
Les éditions Casterman publient l'album Les Bijoux de la Castafiore des Aventures de Tintin en différentes variantes du wallon. La lecture de ces albums permet de se rendre compte des spécificités régionales du wallon. On compte aujourd'hui trois versions différentes : L'èmerôde d'al Castafiore en liégeois ; Lès pindants dèl Castafiore en ottintois ; Les berlokes del Castafiore en aclot. Une quatrième version wallonne de l'album, cette fois en carolorégien, est parue en 2008 sous le titre Lès-ôr’rîyes dèl Castafiore.
En 2020, la bande-dessinée Les Schtroumpfs et la Machine à rêver fut traduite en wallon liégeois et namurois sous les titres Lès Schtroumpfs èt lès bèrikes èmacralêyes et Lès Chtroumf èt l' murwè èssôrçulé.
L'album no 10 de Gaston Lagaffe est édité en rfondou walon.
Il existe également des bandes dessinées directement éditées en wallon, c'est le cas du Li vî bleû (Le vieux bleu) de François Walthéry dont a été tiré une pièce de théâtre.
Un éditeur liégeois, Noir Dessin Production, publie également des BD en wallon, mettant en scène Tchantchès ou Natacha.

### Presse écrite en wallon
La presse écrite en wallon se résume à quelques revues, dont certaines ont une plus ou moins grande partie écrite en français. Les moyens de ces revues en wallon sont extrêmement limités et leur présentation est parfois réduite à la simple feuille, photocopiée et agrafée comme les revues Li Rantoele, Coutcouloudjoû ou l'Académîye des Foyants mais c'était également le cas des anciennes revues comme Li pompe ås Ramons. Toutefois, certaines sociétés littéraires en langue wallonne arrivent à éditer des revues de très bonne tenue grâce au soutien financier du Conseil des langues régionales endogènes de la Communauté française de Belgique. C'est le cas du El Bourdon depuis 1983 ou encore de Singuliers et des Cahiers wallons (la revue du cercle littéraire dialectal Lès Rèlîs Namurwès).
Il existait jusqu'au premier tiers du XXe siècle des journaux à tirage hebdomadaire en wallon, le El tonnia d'Châlerwet était tiré jusqu'à 35 000 exemplaires et Li Mârmite se vendait jusqu'à Londres.

## Théâtre
Au XVIIIe siècle, le liégeois, Jean-Noël Hamal (1709-1778), compose quatre opéras en wallon : Li Voyèdje di Tchôfontinne (Le Voyage de Chaudfontaine), Li Lîdjwès ègadjî (Le Liégeois engagé), Li Fiesse di Hoûte-s’i-Ploût (La Fête de Houte-Si-Plout) et Les Ipocondes. Le compositeur, Eugène Ysaÿe, réalise, en 1931, l'opéra, Pire li Houyeu (Pierre le mineur), œuvre qui rend hommage aux conditions de vie des mineurs de la fin du XIXe siècle.

## Aspect sociologique

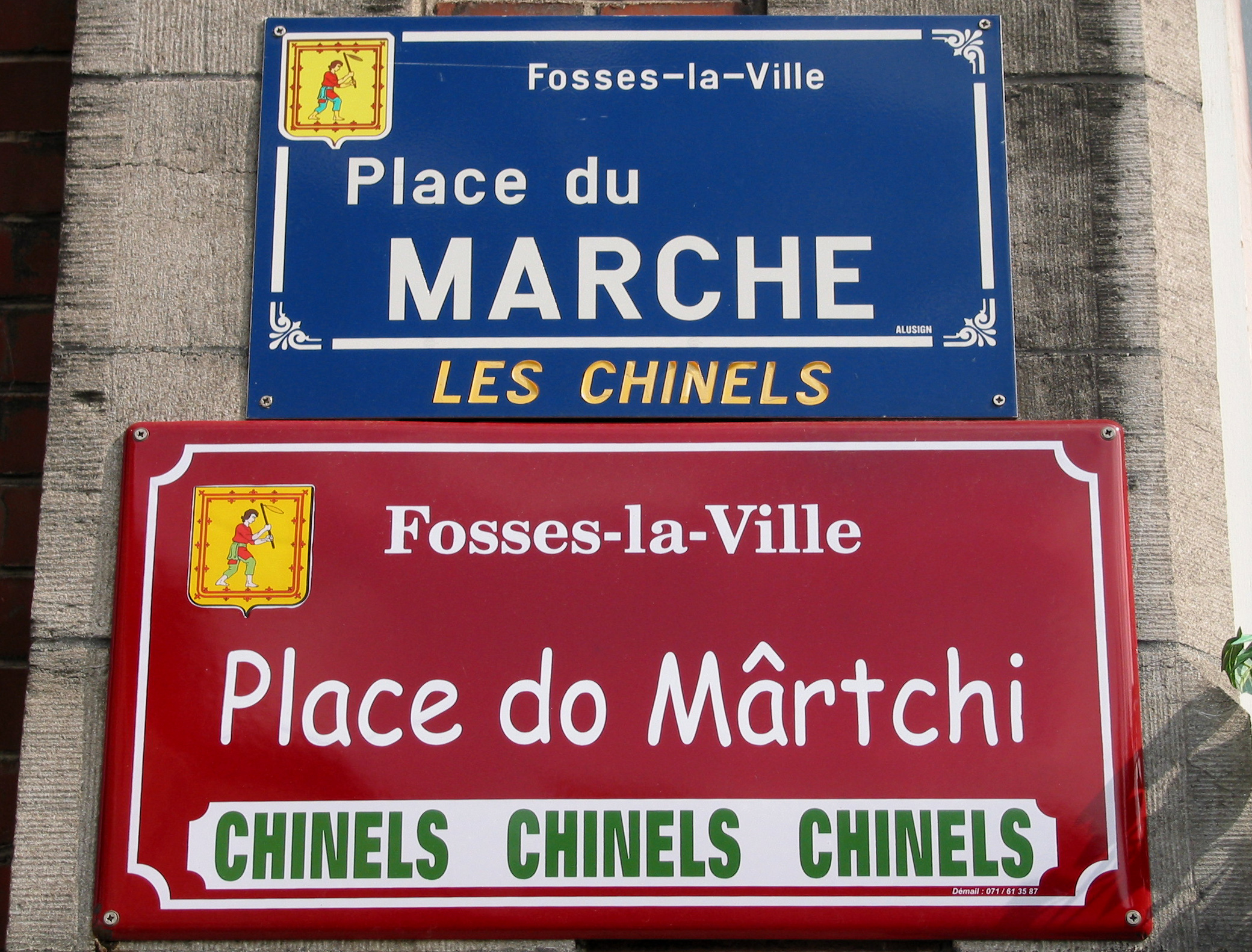
Place du Marché de Fosses-la-Ville.

Le wallon a été la langue prédominante du peuple wallon jusqu'au début du XXe siècle, quoique la connaissance passive du français était courante. Depuis, le français régional s'est répandu partout, au point que 30 à 40 % seulement de la population wallonne pratiquent encore leur langue propre, les proportions variant de 70 à 80 % chez les plus de 60 ans à environ 10 % chez les moins de 30 ans. La connaissance passive est beaucoup plus courante : elle irait de 36 à 58 % dans le groupe d'âge où la connaissance active est la plus faible, c'est-à-dire chez les jeunes.[réf. nécessaire]
Légalement, le wallon est reconnu depuis 1990 par la Communauté française de Belgique, l'autorité compétente en matière culturelle pour les francophones dans l'État fédéral belge, comme « langue régionale endogène » qu'il faut étudier et dont il faut encourager l'utilisation. Une bonne douzaine de revues paraissent régulièrement. Il faut aussi citer la Société de langue et de littérature wallonnes (fondée en 1856 comme Société liégeoise de Littérature wallonne), qui promeut la littérature wallonne et l'étude des langues régionales romanes de Wallonie (surtout dialectologie, étymologie, etc.).
Le mouvement culturel wallon repose entre autres sur l'Union culturelle wallonne (UCW), qui regroupe plus de deux cents cercles de théâtre amateur, des groupes d'écrivains, des comités de promotion du wallon à l'école. L'Union culturelle wallonne a comme objectif la défense du wallon, mais aussi du picard, du lorrain, du champenois et du francique (ou luxembourgeois). Elle fait partie de l'AIDLCM (l'Association internationale des langues et cultures menacées).
Dans la pratique, à cause de l'utilisation de la langue française dans les églises, les écoles et à la télévision, la pratique du wallon a largement disparu en Wallonie. Le wallon avait un statut inférieur au français. On éduquait les garçons en wallon et les filles en français. Les administrations, francophiles, ont largement favorisé ce passage au français, comme cela a été le cas pour d'autres langues régionales telles le breton ou l'alsacien. En 2017, lorsque Frédéric Gillot, député ouvrier au Parlement Wallon, fait une intervention en wallon, l'administration refuse d'écrire les notules dans cette langue.
Une maison d'édition liégeoise, Noir Dessin Production, commercialise, à côté de livres d'histoire locale en français, différents objets (parapluie, tee-shirt, autocollants) portant des maximes en wallon.
La Radio-télévision belge de la Communauté française (RTBF) consacre encore quelques émissions radiophoniques dialectales en décrochage, mais il est loin le temps où l'on enregistrait pour la télévision des spectacles en salle et en extérieur en wallon, parfois sous-titrés en français.
Plusieurs offices religieux sont célébrés en wallon, notamment la traditionnelle Messe en wallon le lundi des Fêtes de Wallonie, le premier dimanche de mai dans le hameau des Boscailles à Éghezée, à Ciney ou le 15 août en Outremeuse à Liège...

## Exemples
| Wallon             | Français                                                |
| ------------------ | ------------------------------------------------------- |
| Walon              | Wallon                                                  |
| Flamind            | Flamand                                                 |
| Diè wåde           | Adieu (littéralement "Dieu [vous] garde")               |
| Bondjoû            | Bonjour                                                 |
| A                  | Salut (souvent suivi d'une autre expression)            |
| Årvey              | Au revoir                                               |
| Comint ça vos va ? | Comment vas-tu ?                                        |
| Dji n' sai nén     | Je ne sais pas.                                         |
| Dji n'a rén vèyou  | Je n'ai rien vu                                         |
| poyon              | poussin                                                 |
| betch              | bisou                                                   |
| Taijhe-tu !        | Tais-toi ! (Tu exagères ; tu galèges)                   |
| Oufti !            | (interjection ; marque l'étonnement) Ça alors ! (Liège) |
| Vinez chal         | Viens ici (approche)                                    |
| asteûre            | à présent (litt. à c(e)tte heure)                       |
| , dist-i,          | , dit-il, (dans une narration)                          |